# Chiesa di San Francesco da Paola (Fasano)
San Francesco da Paola è una chiesa di Fasano, comune italiano in provincia di Brindisi (Puglia).

## Storia
La chiesa sorse nel XVII secolo, all'esterno delle mura cittadine, insieme all'ospizio dei Minimi: questo era un monastero nel 1716, soppresso nel 1806, e adibito a ospedale nel 1813. Oggi tutto il complesso conventuale fa parte dell'ospedale civile “Umberto I”. L'ultimo restauro generale risale 1974.
I lavori della chiesa vennero ultimati nel 1683, ma nel 1740 l'edificio sacro fu ampliato da padre Paolo Guarini. 
Nel 1870, la chiesa venne completamente restaurata.
La chiesa è stata sede provvisoria, dal 1972 al 1986, della parrocchia di Santa Maria della Salette, in attesa dell'apertura dell'omonima chiesa costruita in una zona di recente urbanizzazione.

## Leggenda
La leggenda vuole che questa chiesa sia stata voluta da un soldato fasanese, Leonardo Carrieri, arruolato nell'esercito spagnolo, che per sfuggire alla morte, fece un voto a san Francesco da Paola. Tornato in Italia diventò frate nel monastero dei Paolotti di Monopoli prendendo il nome di fra' Fortunato, e iniziando successivamente l'edificazione della chiesa alle porte di Fasano.

## Descrizione
La facciata anteriore presenta sulla cima una statua in pietra di San Francesco da Paola.
L'interno della chiesa è formato da un'unica navata con transetto e cappelle laterali. L'altar maggiore in fondo alla chiesa, è dedicato alla Vergine de La Salette è opera di un artigiano locale del 1882. Fu un cappellano paolotto a importare a Fasano, alla fine dell'Ottocento il culto della Vergine apparsa, secondo la leggenda, nel paesino de La Salette in Francia.
L'ingresso è sovrastato da un baldacchino in legno e un organo a canne del 1876. Al centro della chiesa domina il pulpito in legno settecentesco. I dipinti presenti sulla cupola sono del 1928 caratterizzati da otto spicchi raffiguranti le Beatitudini e quattro pennacchi con le immagini degli evangelisti.
Gli altari in pietra e stucco delle cappelle laterali sono di scuola napoletana o pugliese (del XVII secolo).
Gli altri altari a destra presentano: la statua della Pietà (portata in processione il Venerdì Santo), e le tele della Madonna del Carmine, della Crocifissione e del Passaggio di san Francesco di Paola sullo stretto di Messina, quelli a sinistra: l’Assunzione, la Madonna del Pozzo, Santa Lucia e San Michele.
In sacrestia vi sono altre tele, raffiguranti la Natività e Cristo crocifisso.

## Chiostro
L'ex-convento paolotto, attuale sede dell'ospedale civile fasanese, comprendeva un chiostro di cui si conserva la vera marmorea del pozzo centrale, di epoca barocca, decorata con volute floreali e mascheroni. Il pozzo era sormontato da una croce in pietra gentile. Si presume sia opera dell'artista calabrese Vanvitelli.